# Short track ai XXIV Giochi olimpici invernali
Le competizioni di short track ai XXIV Giochi olimpici invernali si sono svolte dal 5 al 16 febbraio 2022 presso il Capital Indoor Stadium. Sono stati disputati nove eventi: quattro maschili (500 m, 1000 m, 1500 m, 5000 m staffetta), quattro femminili (500 m, 1000 m, 1500 m, 3000 m staffetta) e uno misto (2000 m staffetta).

## Calendario
| Uomini | 1000 m           |  | 1000 m |  | 1500 m                  |  | 500 m 5000 m staffetta |  | 500 m            |  |  | 5000 m staffetta | 4 |
| Donne  | 500 m            |  | 500 m  |  | 1000 m 3000 m staffetta |  | 1000 m                 |  | 3000 m staffetta |  |  | 1500 m           | 4 |
| Misto  | 2000 m staffetta |  |        |  |                         |  |                        |  |                  |  |  |                  | 1 |
| Totale | 1                |  | 2      |  | 1                       |  | 1                      |  | 2                |  |  | 2                | 9 |

|  | Qualificazioni |  | Finale |

## Comitati olimpici partecipanti
Hanno preso parte alla competizione 112 atleti in rappresentanza di 23 nazioni (inclusi gli atleti di ROC). La Turchia ha debuttato nello short track a questa olimpiade.
- Australia (1)
- Belgio (2)
- Canada (10)
- Cina (10)
- Croazia (1)
- Rep. Ceca (1)
- Francia (4)
- Germania (1)
- Gran Bretagna (3)
- Hong Kong (1)
- Ungheria (7)
- Israele (1)
- Italia (10)
- Giappone (7)
- Lettonia (2)
- Paesi Bassi (10)
- Polonia (6)
- ROC (10)
- Corea del Sud (10)
- Turchia (1)
- Ucraina (2)
- Stati Uniti (7)

## Podi

### Uomini
| Evento                      | Oro                                                                                | Tempo    | Argento                                                                             | Tempo    | Bronzo                                                               | Tempo    |
| 500 m (dettagli)            | Shaoang Liu                                                                        | 40"338   | Konstantin Ivliev                                                                   | 40"431   | Steven Dubois                                                        | 40"669   |
| 1000 m (dettagli)           | Ren Ziwei                                                                          | 1'26"768 | Li Wenlong                                                                          | 1'29"917 | Shaoang Liu                                                          | 1'35"693 |
| 1500 m (dettagli)           | Hwang Dae-heon                                                                     | 2'09"219 | Steven Dubois                                                                       | 2'09"254 | Semën Elistratov                                                     | 2'09"267 |
| 5000 m staffetta (dettagli) | Canada Charles Hamelin Steven Dubois Jordan Pierre-Gilles Pascal Dion Maxime Laoun | 6'41"257 | Corea del Sud Lee June-seo Hwang Dae-heon Kwak Yoon-gy Park Jang-hyuk Kim Dong-wook | 6'41"679 | Italia Pietro Sighel Yuri Confortola Tommaso Dotti Andrea Cassinelli | 6'43"431 |

### Donne
| Evento                      | Oro                                                                           | Tempo    | Argento                                                        | Tempo    | Bronzo                                                         | Tempo    |
| 500 m (dettagli)            | Arianna Fontana                                                               | 42"488   | Suzanne Schulting                                              | 42"559   | Kim Boutin                                                     | 42"724   |
| 1000 m (dettagli)           | Suzanne Schulting                                                             | 1'28"391 | Choi Min-jeong                                                 | 1'28"443 | Hanne Desmet                                                   | 1'28"928 |
| 1500 m (dettagli)           | Choi Min-jeong                                                                | 2'17"789 | Arianna Fontana                                                | 2'17"862 | Suzanne Schulting                                              | 2'17"865 |
| 3000 m staffetta (dettagli) | Paesi Bassi Suzanne Schulting Selma Poutsma Xandra Velzeboer Yara van Kerkhof | 4'03"409 | Corea del Sud Seo Whi-min Choi Min-jeong Kim A-lang Lee Yu-bin | 4'03"627 | Cina Qu Chunyu Zhang Chutong Fan Kexin Zhang Yuting Han Yutong | 4'03"863 |

### Misto
| Evento                      | Oro                                                       | Tempo    | Argento | Tempo    | Bronzo                                                                                  | Tempo    |
| 2000 m staffetta (dettagli) | Cina Qu Chunyu Fan Kexin Wu Dajing Ren Ziwei Zhang Yuting | 2'37"348 | Italia Arianna Fontana Martina Valcepina Pietro Sighel Andrea Cassinelli Yuri Confortola Arianna Valcepina | 2'37"364 | Ungheria Petra Jászapáti Zsófia Kónya Shaoang Liu Shaolin Sándor Liu John-Henry Krueger | 2'40"900 |

## Medagliere
| Pos.   | Paese         | Oro | Argento | Bronzo | Totale |
| ------ | ------------- | --- | ------- | ------ | ------ |
| 1      | Corea del Sud | 2   | 3       | 0      | 5      |
| 2      | Cina          | 2   | 1       | 1      | 4      |
| 2      | Paesi Bassi   | 2   | 1       | 1      | 4      |
| 4      | Italia        | 1   | 2       | 1      | 4      |
| 5      | Canada        | 1   | 1       | 2      | 4      |
| 6      | Ungheria      | 1   | 0       | 2      | 3      |
| 7      | ROC           | 0   | 1       | 1      | 2      |
| 8      | Belgio        | 0   | 0       | 1      | 1      |
| Totale | Totale        | 9   | 9       | 9      | 27     |